# Te paso a buscar
Te paso a buscar es un programa de televisión de humor y entretención chileno en Canal 13, fue estrenado el 23 de julio de 2022, en el bloque La cultura es una fiesta. Es conducido por Pancho Saavedra, se trata de conversaciones e iconos de adultos mayores de la televisión chilena.

## Antecedentes
Las grabaciones empezaron en marzo de 2022, El auto antiguo es un Ford Falcon Futura de 1964. Pancho y Gloria grabó su canción nueva en Audiomusica. Eliana y Pancho recordo su candidata la reina del festival de Viña del Mar.

## Episodios e personajes invitados

### Primera temporada
- Gloria Benavides[7]
- Gabriela Hernández
- Yolanda Sultana
- Eliana Hernández, La Nana[8]
- Marta Larraechea
- Marilú Cuevas
- Cecilia Pantoja
- Paty Cofré

### Segunda temporada
- Carlos Caszely
- Evelyn Matthei
- Ernesto Belloni
- Mónica Carrasco
- Sebastián Ugarte
- Gastón Maluenda
- Martín Vargas
- Gloria Münchmeyer
- Iván Arenas
- Maitén Montenegro
- Fernando Alarcón
- Don Francisco